# Asylum (Supernatural)
Asylum is de tiende aflevering van de televisieserie Supernatural, voor het eerst uitgezonden op The WB Television Network op 22 november 2005. De aflevering is geschreven door Richard Hatem en geregisseerd door Guy Bee. 

## Verhaallijn
Terwijl Sam al hun oude contacten belt om te kijken of ze iets van hun vader hebben gehoord, ontvangt Dean een sms-bericht van John met coördinaten. De broers gaan naar Rockford en praten daar met Danny Gunderson over de dood van zijn partner, die na het bezoeken van een verlaten mentaal instituut zijn vrouw en zichzelf dood heeft geschoten.
Ze vinden wat notities in Johns dagboek die verwijzen naar de verdwijning van kinderen in de zuidelijke vleugel in 1972. Na een kort bezoek aan het instituut gaan Sam en Dean naar een psychiater, James Ellicott, wiens vader Dr. Sanford Ellicott de chef was in het asiel. Sam doet zich voor als een patiënt en ontdekt dat Sanford Ellicott de dokter was in de zuidelijke vleugel waar meest gevaarlijke patiënten waren. In 1964 kwamen de patiënten in opstand en hebben ze Sanford dood gemaakt, zijn lichaam was nooit gevonden. De broers gaan terug naar het instituut waar ze een meisje genaamd Kat vinden, die gescheiden is van haar vriendje Gavin. Ze verzoekt de broers om haar te helpen in het vinden van Gavin. Zij gaat met Dean mee terwijl Sam alleen op zoek gaat. Sam vindt een doodsbange Gavin die zegt dat een geest hem kuste en iets in zijn oor probeerde te fluisteren.
Ondertussen wordt Kat gevangengenomen door een spook; Dean is niet in staat om de deur te openen. Wanneer Sam terugkomt, zegt hij dat het spook alleen met haar wil communiceren. Wanneer ze het spook recht in de ogen kijkt, fluistert het "Een zevenendertig" in haar oor. De broers denken dat het een kamernummer is. Terwijl Dean op zoek gaat naar de betreffende kamer, probeert Sam, Kat en Gaving uit het instituut te leiden. Hij realiseert zich echter dat ze zijn opgesloten. Sam wordt gebeld door Dean die zegt dat hij zijn hulp nodig heeft in de kelder, Sam geeft Kat een geweer en gaat alleen op zoek naar Dean.
Intussen vindt Dean documenten van wrede experimenten van Dr. Ellicott, die hij op de patiënten uitvoerde om hun agressie te verminderen. Wanneer hij teruggaat naar de groep vindt hij alleen Kat en Gavin; het blijkt dat Dean niet degene was die Sam had gebeld. Dean gaat op zoek naar Sam en vindt hem in de kelder. Vervolgens zoeken ze een geheime deur waarvan Dean denkt dat hij zal leiden naar een verborgen ruimte waar de experimenten werden uitgevoerd. Wanneer Dean de deur vindt, wordt hij neergeschoten door Sam die onder de invloed is van de geest van Ellicot. Terwijl hij boven Dean staat, begint Sam zijn woede te uiten op Dean omdat ze hun vader nog steeds niet hebben gevonden. Dean zegt dat hij hem beter kan doden met zijn wapen omdat dat sneller is en geeft hem zijn pistool. Wanneer Sam de trekker overhaalt, blijken er geen kogels in te zitten. Dean staat ondertussen op en slaat Sam knock-out. Dean vindt vervolgens het lijk van Dr. Ellicott in een kast. Terwijl hij het lijk begint te reinigen, komt de geest van Ellicot tevoorschijn en valt hem aan; hij slaagt er ondanks dit alles toch nog in om het lijk te reinigen.
De volgende ochtend in het hotel, terwijl de broers slapen, begint Deans telefoon te rinkelen. Sam neemt op en het blijkt zijn vader, John Winchester, te zijn.

## Rolverdeling
| Acteur            | Personage            |
| ----------------- | -------------------- |
| Jared Padalecki   | Sam Winchester       |
| Jensen Ackles     | Dean Winchester      |
| Brooke Nevin      | Katherine            |
| Nicholas D'Agosto | Gavin                |
| Tom Pickett       | Daniel Gunderson     |
| Peter Benson      | Walter Kelly         |
| James Purcell     | Dr. James Ellicott   |
| Norman Armour     | Dr. Sanford Ellicott |

## Muziek
“Hey You” van Bachman-Turner Overdrive